# Жертви серед мирного населення після російського вторгнення в Україну 2014
Російська інтервенція в Україну спричинила протистояння, які обумовили численні жертви серед мирного населення. Першою жертвою російської агресії став кримський татарин Аметов Решат Мідатович. Чоловік, батько трьох дітей, 3 березня 2014 року вранці пішов записуватися до військкомату через оголошення в Україні часткової мобілізації, але туди не дійшов. Його виявили 17 березня з ознаками насильницької смерті (піддавася тортурам).

## Список загиблих з початку окупації території Криму і до 30 грудня 2014 року
| № | Світлина | Прізвище, ім'я, по батькові                                    | Про особу                                                                              | Дата смерті                                  | Обставини смерті                                                     |
| - | -------- | -------------------------------------------------------------- | -------------------------------------------------------------------------------------- | -------------------------------------------- | -------------------------------------------------------------------- |
| 1 |          | Аметов Решат Мідатович Сімферополь, Автономна Республіка Крим. | 3 березня пропав житель Криму який пішов записатись до військкомату                    | в проміжку з 3 серпня 2014 по 13 серпня 2014 | Закатований російськими засланцями                                   |
| № | Світлина | Прізвище, ім'я, по батькові                                    | Про особу                                                                              | Дата смерті                                  | Обставини смерті                                                     |
| 1 |          | Анатолій Цакадзе, Торез.                                       | 3 червня терористи спалили будинок місцевого підприємця Анатолія Цакадзе і вбили його. | 3 червня 2014                                | Будинок обстріляли та підпалили, Цакадзе помер від кульових поранень |